# Pfrondorf
Pfrondorf je část německého města Tübingen v Bádensku-Württembersku. Nachází se na okraji města, asi 6 km severozápadně od jeho centra na okraji přírodní rezervace Schönbuch.
Nachází se v nadmořské výšce 424 m. V roce 2015 zde žilo 3257 obyvatel.
Vesnice byla pravděpodobně založena v 7. století. První písemná zmínka pochází až z roku 1148. V roce 1971 se Pfrondorf stal součástí města Tübingen.